# جاده ئی۶۵ اروپا

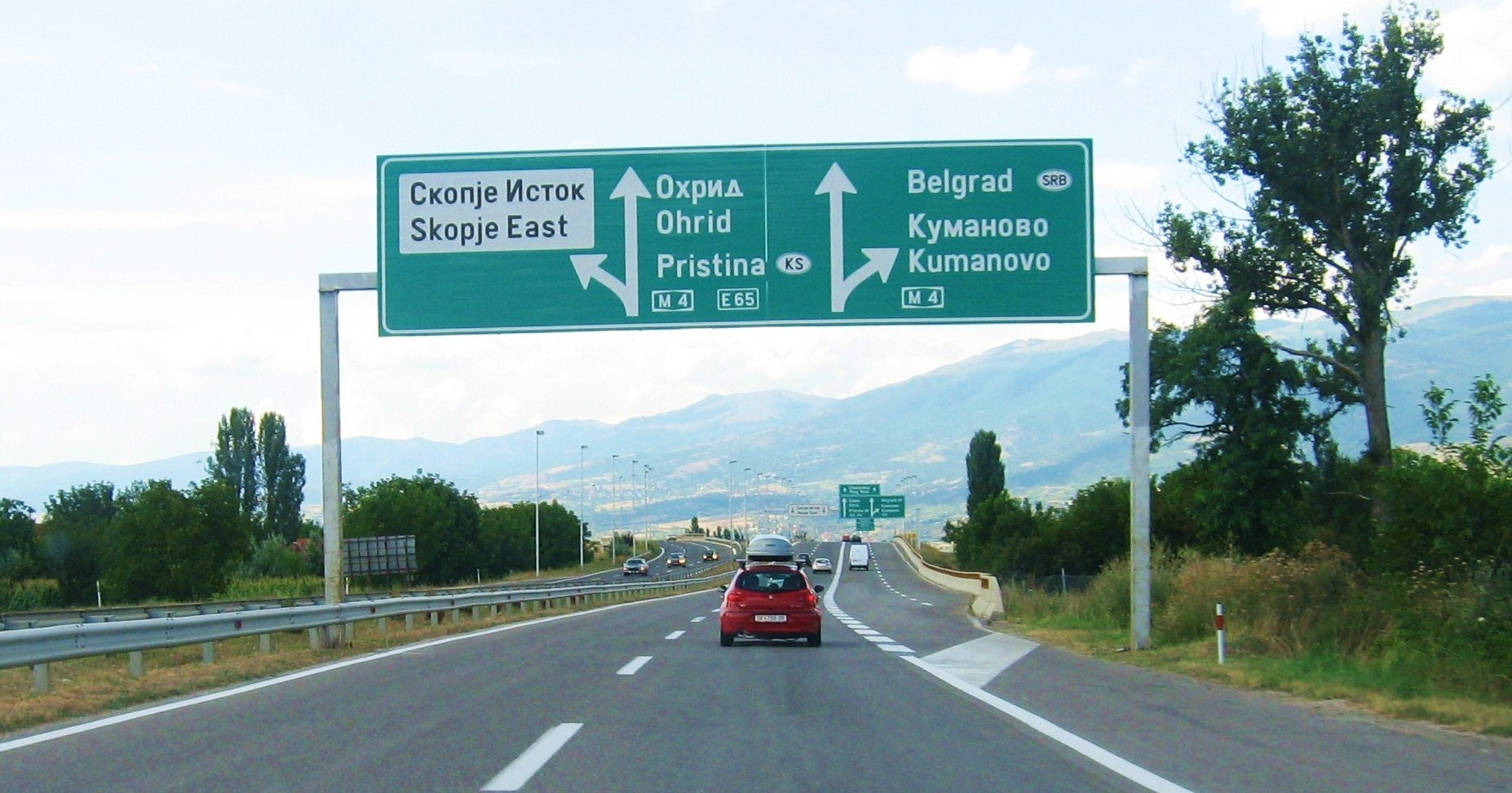
جاده ئی۶۵ اروپا در مقدونیه

جاده ئی۶۵ اروپا (به انگلیسی: European route E65) یکی از جاده‌های اصلی قاره اروپا است.
این جاده که از شهر مالمو (سوئد) شروع شده، در شهر خانیا (یونان) به پایان میرسد و مسافت آن ۴۴۰۰ کیلومتر است.